# Döden på Nilen (film, 2022)
Döden på Nilen är en thrillerfilm från 2022, regisserad av Kenneth Branagh efter ett manus av Michael Green. Filmen baseras på romanen från 1937 med samma namn av Agatha Christie och är producerad av Branagh, Ridley Scott, Judy Hofflund och Kevin J. Walsh. Filmen är en uppföljare till Mordet på Orientexpressen (2017) där Branagh återvänder i rollen som Hercule Poirot. Det är den tredje filmatiseringen av Christies roman, efter filmen från 1978 och ett avsnitt av TV-serien Agatha Christies Poirot som sändes 2004.
Filmen var ursprungligen planerad att släppas 2020 men på grund av Covid-19-pandemin flyttades premiären. Den hade istället premiär i Sverige den 11 februari 2022, utgiven av Walt Disney Pictures.
En uppföljare med titeln Mord i Venedig, en anpassning av Mord på Allhelgonadagen, är planerad att släppas den 15 september 2023. Där medverkar ånyo Branagh som regissör och i rollen som Poirot.

## Handling
År 1937 på en klubb i London ser Hercule Poirot bluessångerskan Salome Otterbourne uppträda. Han lägger märke till att Jacqueline "Jackie" de Bellefort presenterar sin fästman Simon Doyle för sin barndomsvän arvtagerskan Linnet Ridgeway. Efter att ha träffat Simon går Linnet med på att anställa honom som sin markagent.
Sex veckor senare träffar Poirot sin vän Bouc och hans mor Eufemia i Egypten, och trion går på Linnets och Simons bröllop. Andra följer med på smekmånadsresan: Linnets hembiträde Louise Bourget; Salome och hennes brorsdotter/chef Rosalie Linnets skolkamrat; Linnets gudmor Marie Van Schuyler med sin sköterska Mrs. Bowers; Linnets ekonomichef och kusin Andrew Katchadourian; och Dr. Linus Windlesham, Linnets före detta fästman som avsade sig sin förmögna bakgrund. Linnet ber Poirot om beskydd från den besatta och bittra Jackie, som har förföljt paret till Egypten.
För att undkomma Jackie går gruppen ombord på kryssningsfartyget S.S. Karnak, men Linnet berättar för Poirot att hon misstror sina gäster. Bouc avslöjar att han dejtar Rosalie, trots sin mammas ogillande. Poirot känner sig attraherad av Salome. Efter att ett stenblock faller av en pelare och nästan krossar Linnet och Simon, återvänder gästerna till Karnak för att upptäcka att Jackie har gått ombord. Linnet går och lägger sig och Simon konfronterar Jackie, som skjuter honom i benet. När hon försöker skjuta sig själv ingriper Rosalie och Bouc. De tar Jackie till Mrs. Bowers, medan Windlesham kommer för att behandla Simon. Morgonen därpå upptäcker Louise att Linnet har blivit dödligt skjuten i huvudet. Linnets värdefulla halsband har också stulits. Poirot, assisterad av Bouc, förhör gästerna, som alla hyser agg mot Linnet eller skulle tjäna på hennes död.
Poirot avslöjar att Euphemia anlitade honom för att undersöka Rosalie, som han drar slutsatsen är mer än värdig sin sons tillgivenhet. Rosalie, som är arg över att ha blivit undersökt, stormar iväg och upptäcker Louises kropp med halsen avskuren. Poirot misstänker att Louise bevittnade mordet på Linnet och utpressade mördaren. Efter att ha förhört Bouc med Simon drar Poirot slutsatsen att Bouc hittade Linnet död och stal hennes halsband för att få ekonomisk frihet från sin mor, men att han fick panik och lade det i Eufemias tillhörigheter. Bouc bevittnade mordet på Louise, men innan han avslöjar mördaren blir han skjuten genom halsen och dödas. Poirot jagar mördaren, men hittar bara den övergivna pistolen.
Poirot låser in de överlevande gästerna i båtens salong och avslöjar att Simon dödade Linnet, med Jackie som hjärnan. De är fortfarande älskare och arrangerade Simons romans med Linnet för att ärva hennes rikedom. Simon drogade Poirots champagne och Jackie sköt ett skott mot Simon, som fejkade sin skada med färg som stulits från Eufemia. Medan Jackie distraherade Bouc och Rosalie, dödade Simon Linnet och när han återvände till salongen sköt han sitt eget ben, dämpat av Van Schuylers halsduk. Jackie dödade Louise med Windleshams skalpell och Bouc med Andrews pistol. Som en sista ledtråd avslöjar Poirot att näsduken som användes vid den falska skjutningen, som återfanns tillsammans med pistolen, hade bleknat till rosa istället för brunt, vilket bevisar att fläckarna inte var från blod. Ställd inför Poirots obestridliga bevis omfamnar Jackie Simon och skjuter honom i ryggen och dödar dem båda med ett skott. När passagerarna går i land kan Poirot inte uttrycka sina känslor för Salome.
Sex månader senare är Poirot nu renrakad och besöker Salomes klubb för att titta på när hon repeterar.

## Rollista
- Tom Bateman som Bouc
- Annette Bening som Euphemia
- Kenneth Branagh som Hercule Poirot
- Russell Brand som Linus Windlesham
- Ali Fazal som Andrew Katchadourian
- Dawn French som Mrs. Bowers
- Gal Gadot som Linnet Ridgeway-Doyle
- Armie Hammer som Simon Doyle
- Rose Leslie som Louise Bourget
- Emma Mackey som Jacqueline "Jackie" de Bellefort
- Sophie Okonedo som Salome Otterbourne
- Jennifer Saunders som Marie Van Schuyler
- Letitia Wright som Rosalie Otterbourne[10]
- Susannah Fielding som Katherine

## Skillnader mellan roman och film

### Karaktärer
- Prologen introducerar Hercule Poirot som en hjälte från första världskriget. Under hela filmen lider han av sin fästmö Katherines död. Dessa två element nämns aldrig i romanen.
- I romanen får Hercule Poirot hjälp i sin undersökning av överste Race, en återkommande karaktär i Agatha Christies verk. I filmen medverkar inte Race och hans roll tillskrivs mer eller mindre Mr. Bouc, en vän till Poirot som redan setts i Mordet på Orientexpressen och dess filmversion. Bouc tar också över vissa karaktärsdrag från en karaktär som tagits bort från filmen: Tim Allerton.
- Eufemia Bouc finns inte i romanen.
- Marie Van Schuyler genomgick flera förändringar:
  - I romanen åtföljs hon inte bara av sin sjuksköterska Miss Bowers utan också av sin kusin Cornelia Robson, en karaktär som togs bort från filmen.
  - Filmens Miss Van Schuyler är faktiskt en sammanslagning av två karaktärer: den ursprungliga Marie Van Schuyler och Ferguson, en ung man med kommunistiska ideal.
  - En romantisk relation mellan Marie Van Schuyler och hennes sjuksköterska lades till för filmen.
  - Miss Van Schuyler är i romanen en kleptoman: det är hon som stjäl Linnets halsband och inte geten.
  - Miss Van Schuyler är Linnets gudmor i filmen, till skillnad från i romanen där hon inte är släkt med henne.
- I filmen blev Miss Bowers familj ruinerad av Linnets far. I romanen är det Cornelia Robson som är inblandad.
- Andrew Pennington, Linnets affärsman, har bytt namn till Katchadourian, men hans roll är i stort sett densamma.
- Dr. Windlesham kombinerar två karaktärer: Dr. Bessner, en österrikisk läkare, och Lord Windlesham, en ung aristokrat som avvisas av Linnet.
- Salome Otterbourne är ursprungligen en författare på nedgång och alkoholist. Rosalie är hennes dotter, medan hon är hennes brorsdotter i filmen.
- Karaktärerna Ms. Allerton, Ms. Fanthorp, Ms. Joanna Southwood, Ms. Richetti (och spionhandlingen som involverar henne) togs bort från filmen.[11] · [12][13]

### Handling
- I romanen uppvaktas Rosalie av Tim Allerton, i filmen är hon kär i Mr. Bouc.
- I romanen hittas ett blodigt J på väggen nära Linnets lik. Denna detalj togs bort från filmen.
- Louises kropp hittades ursprungligen i en garderob. I filmen kastades hon i floden.
- Det tredje mordet har ändrats: i romanen dödas Salome Otterbourne innan hon hinner avslöja för Poirot vad hon sett. I filmen är det Mr. Bouc som dödas av samma anledning.
- En sidointrig som antyder att Euphemia anlitade Poirot för att undersöka Rosalie har lagts till.[11][13]

## Produktion

### Förhistoria
År 2015 uttryckte Christies barnbarnsbarn James Prichard, ordförande för Agatha Christie Limited, entusiasm för en uppföljare, med hänvisning till det positiva samarbetet med Branagh och produktionsteamet. Redan innan premiären av Mordet på Orientexpressen sa regissören och huvudrollsinnehavaren Kenneth Branagh att om filmen blev framgångsrik skulle han välkomna att göra en ny Hercule Poirot-film. Han njöt inte bara av att fördjupa sig i karaktärens natur, utan han tyckte också om att läsa och förstå flera böcker av Agatha Christie under produktionens gång.
Recensionerna av Mordet på Orientexpressen var blandade, men filmen spelade in över 350 miljoner dollar världen över med en budget på 55 miljoner dollar. I november 2017 tillkännagav 20th Century Fox att filmen Döden på Nilen återigen skulle skrivas av Michael Green. Medan Patrick Doyle komponerade filmmusiken som i den förra filmen, agerade Ridley Scott, Mark Gordon, Simon Kinberg, Kevin J. Walsh och Judy Hofflund som producenter.
Branagh kommenterade filmens tonalitet med att Döden på Nilen skulle vara "väldigt mörk, väldigt sexig" och oroande. Hans karaktärs förflutna, såsom hans kamp i första världskriget, tas också upp. För detta ändamål bearbetades gammalt material från TV-produktionerna The Journey to the Lighthouse (1983) och Jack Grant Goes His Way (1984), där Branagh sågs digitalt. Hans mustasch, som diskuterades kontroversiellt i den förra filmen, klipptes bort för uppföljaren.
I september 2018 anslöt sig Gal Gadot till rollistan. Samma månad anlitades Paco Delgado för att designa kostymerna. I oktober 2018 anslöt sig Armie Hammer till rollistan, och Tom Bateman bekräftades att reprisera sin roll som Bouc i filmen. I januari 2019 hade Jodie Comer anslutit sig till rollistan. I april 2019 anslöt sig Letitia Wright till rollistan. Annette Bening förde samtal om att ansluta sig i juni. Russell Brand anslöt sig till ensemblen i augusti 2019. Ali Fazal, Dawn French, Rose Leslie, Emma Mackey, Sophie Okonedo och Jennifer Saunders tillkom i september, men Comer var inte inblandad.

### Filmning
Branagh påbörjade förproduktionen i Marocko i början av 2019. The Walt Disney Company ville dock att han först skulle göra en omarbetning av sin film Artemis Fowl, vilket sköt upp inspelningsstarten ungefär sex månader. Inspelningen, som ägde rum i kronologisk ordning efter handlingen, började slutligen den 1 oktober 2019 i Longcross Studios i Surrey utanför London.. Filmen var tänkt att spelas in i Marocko istället för Egypten, men inspelningen ägde bara rum i England.
En båt återskapades, liksom Abu Simbel. Byggandet av den cirka 20 meter höga och 30 meter breda kopian av polystyren och gips tog cirka 16 veckor. På samma sätt återskapades de lägre nivåerna av pyramiderna i Giza i filmstudion, medan topparna endast sattes in digitalt under efterproduktionen. Dessutom byggdes en enorm vattentank, i vilken en hjulångare som var cirka 70 meter lång och vägde 240 ton för inspelningen kunde ligga, men som varken kunde segla ordentligt eller manövrera. Endast skeppets kök och kylrum byggdes i separata uppsättningar, eftersom de var platsen för många scener. Det egenbyggda fartyget, som tog drygt 30 veckor att bygga, placerades på rälsen som redan hade använts för tåget i Mordet på Orientexpressen för att kunna flytta det mellan de enskilda sätten. I Cotswold Water Park nära Cricklade byggdes en egyptisk kryddmarknad, medan Old Cataract Hotel från Aswan återskapades i Longcross Studios baserat på foton. En kopia av Tiffany Yellow Diamond användes för filmen. Inspelningen pågick till den 18 december 2019.

### Efterproduktion
Úna Ní Dhonghaíle var klippare för Döden på Nilen. Double Negative (DNEG) stod för de visuella effekterna i filmen, med den Oscarsbelönade specialeffektskonstnären George Murphy som ansvarig för de visuella effekterna. Ytterligare VFX tillhandahölls av Lola VFX och Raynault VFX.

### Musik
I januari 2019 tillkännagavs Patrick Doyle, en frekvent samarbetspartner i Branaghs filmer (inklusive filmens föregångare), som kompositör för filmen. Salomes sångröst i nattklubbsscenerna görs av Sister Rosetta Tharpe och Mavis Staples.

## Mottagande
På Rotten Tomatoes var 62 % av de 284 recensionerna positiva. Som en sammanfattande slutsats drar sajten slutsatsen att den alltid underhållande och alltför gammaldags Döden på Nilen livas upp framför allt av sina stjärnskådespelare och Kenneth Branaghs uppenbara kärlek till källmaterialet. På Metacritic fick filmen en Metascore på 52 av 100 möjliga poäng baserat på 51 recensioner.
Efter publiceringen jämfördes Döden på Nilen med Agatha Christies roman och filmatiseringen med samma namn från 1978. Smärre modifieringar av ursprungshistorien i syfte att ge handlingen mer känslomässigt djup och optimera berättelsen mottogs mestadels positivt av kritikerna. Medan romanen har beskrivits som ett stillsamt och rättframt mysterium, karaktäriseras filmatiseringen som en mer sensuell melodram. Döden på Nilen är inte bara nästa händelse i den utredande detektiven Hercule Poirots liv, utan blir ett personligt fall för honom, eftersom han kunde ha förhindrat mordet. Filmen fokuserar inte längre i första hand på att lösa fallet, utan på hur Poirot personligen påverkas av händelserna. I detta sammanhang hyllades öppningsscenen, skriven av manusförfattaren Michael Green, med en återuppfunnen bakgrundshistoria för Hercule Poirot, också för att den tillförde sentimentalitet och en stark känsla för mellanmänskliga relationer till den belgiske detektiven. Scenen i fråga beskrevs ibland som mer stämningsfull och djupsinnig än resten av filmen. Motsatta åsikter uppstod beträffande förändringar i bikaraktärerna. Vissa kritiker betonade positivt att regissören Kenneth Branagh gav de återstående karaktärerna mer utrymme för utveckling – särskilt på en romantisk nivå – genom att ta bort vissa karaktärer, vilket gjorde kärlek till ett centralt motiv i filmen och ytterligare underblåste den centrala konflikten. I synnerhet Salome Otterbourne, spelad "till bristningsgränsen" av Sophie Okonedo, och femme fatale Jacqueline de Bellefort, spelad av Emma Mackey, lyftes fram. Andra kritiker, å andra sidan, kommenterade att bifigurerna förblir bleka och, till skillnad från romanen, inte skapar någon spänning inför det faktiska brottet. Jämfört med filmatiseringen från 1978 beskrevs Döden på Nilen som en överlag lyckad remake, men den skulle sakna det roliga, de visuella värdena från de ursprungliga platserna och kultfaktorn i form av Peter Ustinov.
Dessutom fick Döden på Nilen också utstå jämförelser med den tidigare filmen Mordet på Orientexpressen och andra deckare som Knives Out. Filmen beskrevs enhälligt som en gammaldags, tidlös och traditionell kriminalfilm med många misstänkta, som dock hade en sentimental komponent som var ganska otypisk för genren. Regissören Branagh tar över de fungerande aspekterna från den förra filmen och, precis som med Mordet på Orientexpressen, klipper han ihop utredningen, där fokus främst ligger på känslomässiga ögonblick hos de mindre stjärnspäckade, men mycket mer integrerade skådespelarna. Många kritiker beskrev därför Döden på Nilen som mer medryckande, varmare, mer raffinerad och listigare än sin föregångare, även om fartygets atmosfäriska karaktär bedömdes annorlunda jämfört med tåget från den första delen. Dessutom kan filmen inte blanda kvickhet, spänning och traditionell kriminalitet lika bra som till exempel Knives Out och känns därför lite föråldrad, vilket dock är hanterbart eftersom den utan ansträngning fyller gapet mellan gammaldags underhållning och modern lust.
I sin recension för Rolling Stone drar David Fear en negativ slutsats och bedömer att Branaghs försök att skapa ett Agatha Christie-filmuniversum misslyckas. Även om Döden på Nilen är en storslagen tillbakablick på en svunnen tid med bra scenografi och en bättre tonalitet än i den förra filmen, skulle Armie Hammer vara "elefanten i rummet". Framför allt är hans porträtt av den förföriske Simon Doyle obehagligt att titta på efter övergreppsanklagelserna mot honom och skulle kasta ett dåligt ljus över hela filmen. Clarisse Loughrey från The Independent drar också slutsatsen att filmen är ett offer för sin egen produktionshistoria, inklusive Hammer-skandalen och många uppskjutningar. På utsidan lyste Döden på Nilen med sitt utseende, men på insidan var den lika ihålig som romanen. Branaghs filmatisering är baserad på bokens "kolonialistiska fantasi" och tjänar egyptiska stereotyper. Den tvivelaktiga moralen att rikedom är en börda och framför allt medför nackdelar finns också representerad i filmen.
Nicolas Rapold från New York Times identifierar Döden på Nilen som det största misstaget att filmen glömmer intrigen och det roliga fram till den slutliga upplösningen. De flesta av birollerna förblir bleka – till exempel Annette Bening används knappt, och Branaghs Hercule Poirot saknar också personlighet. Peter Bradshaw från The Guardian är inne på samma linje och påpekar att både komikerduon Jennifer Saunders och Dawn French och komikern Russell Brand är förvånansvärt humorlösa och uttryckslösa. Filmen saknar höjdpunkter, och försöket att romantisera historien är inte heller särskilt övertygande.